# Флори, Роберт
Роберт Флори (англ. Robert Florey), имя при рождении — Робер Гюстав Фюш (фр. Robert Gustave Fuchs) (14 сентября 1900 — 16 мая 1979) — франко-американский кинорежиссёр, сценарист, журналист и киноактёр, наиболее известный своими кинокартинами 1930-х — 1940-х годов.
Начав работать во Франции как сценарист, постановщик короткометражных фильмов и актёр, в 1921 году Флори переехал в Голливуд. На протяжении последующих 23 лет он поставил более 50 фильмов, в диапазоне от комедии с участием братьев Маркс «Кокосовые орешки» (1929), до таких мастерских низкобюджетных фильмов нуар, как «Преступный путь» (1949).
«По мнению многих историков кино, некоторые из лучших работ Флори являются низкобюджетными фильмами категории В». «Тяготея к хоррору и научной фантастике, свои лучшие работы он сделал именно в этих жанрах». В 1930-е — 1940-е годы Флори поставил множество недорогих фильмов, продемонстрировав своё особое пристрастие к ужасам, среди них «Убийство на улице Морг» (1932) с Белой Лугоши, «Лицо под маской» (1941) и «Зверь с пятью пальцами» (1946), в двух последних главную роль сыграл Питер Лорре. Другими значимыми фильмами режиссёра стали экспериментальная короткометражка «Жизнь и смерть актёра из массовки под номером 9413» (1928) и классика хоррора «Зверь с пятью пальцами» (1946).
В 2006 году его фильм «Дочь Шанхая» (1937) был отобран для сохранения в Национальном реестре фильмов Библиотеки Конгресса США.

## Ранние годы жизни. Работа во Франции
Роберт Флори родился 14 сентября 1900 года в Париже. Он рос недалеко от студии Жоржа Мельеса, и «ещё в подростковом возрасте влюбился в Голливуд».
В 1919 году Флори начал работать в Швейцарии ассистентом режиссёра, сценаристом и актёром короткометражных фильмов. Вернувшись во Францию, он работал на студии Луи Фейада в Ницце в качестве ассистента режиссёра на фильмах «Паризетта» (1921) и «Сирота» (1921), сыграв в них и как актёр. Он также писал статьи для французских киножурналов Cinemagazine, La Cinematographie Francaise и Le Technicien du Film.
«В 1921 году Флори был направлен в Голливуд в качестве корреспондента одного из французских изданий, где решил остаться, чтобы „изучить кинобизнес снизу доверху“, сначала как автор гэгов, затем как директор по зарубежной рекламе актёров Дугласа Фэрбенкса, Мэри Пикфорд и Рудольфа Валентино».

## Первые годы работы в Голливуде: 1924—1930
В 1924 году Флори подписал контракт со студией MGM в качестве ассистента режиссёра, приняв в этом качестве участие в работе над фильмами Джозефа фон Штернберга «Невеста в маске» (1925) и «Изысканный грешник» (1926). Он также работал в различных качествах на съёмках фильмов Кинга Видора «Большой парад» (1925) и «Богема» (1926).
В 1926 году после того, как заболел режиссёр комедии «Эта модель из Парижа» Луи Ганье, Флори завершил постановку этого фильма. В 1927 году Флори дебютировал как режиссёр на небольших студиях с картинами «Один час любви» и «Номинальная стоимость», а также мелодрамой для студии «Коламбиа» «Романтический возраст».
Его первой попыткой добиться режиссёрской славы были два высоко оценённых авангардных короткометражных фильма: 11-минутный «Жизнь и смерть актёра из массовки под номером 9413» (1928) и 9-минутный «Симфония небоскрёба» (1929), оба были сделаны под сильным влиянием немецкого экспрессионистского кино. Кроме этого, он поставил ещё авангардные короткометражки — «Йохан, гробовщик» (1927) и 15-минутную «Любовь нуля» (1928).
В 1928 году Флори перебрался на студию «Парамаунт» уже в качестве полноценного режиссёра. Он (вместе с Джозефом Сэнтли) поставил первый фильм с участием братьев Маркс, эксцентричную комедию «Кокосовые орешки» (1929), которая снималась в студии «Парамаунт» недалеко от Бродвея. В 1929 году Флори поставил детективный фильм «Дыра в стене» (1929) с участием Эдварда Робинсона и Клодетт Кольбер, а также мюзикл «Парижская битва» (1929). В 1930 году Флори поставил два фильма в Европе — комедию «Любовь поёт» и мюзикл «Красивый путь».

## «Франкенштейн» (1931) и «Убийство на улице Морг» (1932)
В 1931 году Флори начал работать на «Юнивёрсал». Флори предложил студии написать сценарий и поставить фильм «Франкенштейн» (1931) с Белой Лугоши в главной роли, и его предложение было первоначально принято. Однако продюсеру Карлу Леммле в итоге не понравилось, как Лугоши смотрелся в образе монстра, кроме того сам Лугоши был не доволен ролью без слов. Значительная часть написанного Флори материала была удалена из окончательного варианта сценария, за исключением нескольких сцен, включая финал на мельнице. В порядке утешения за то, что был исключён из престижной работы, Флори получил проект поменьше — «Убийство на улице Морг» (1932) с Лугоши в роли доктора Миракля, сумасшедшего учёного-дарвиниста, который скрещивает людей с обезьянами. Стилизованные, тщательно проработанные декорации картины, изображающие парижские здания XIX века, напомнили о фильмах немецкого экспрессионизма, в частности, о «Кабинете доктора Калигари» (1920).

## Режиссёрская работа: 1933—1939
В 1933—1950 гг. Флори постоянно находился в работе в качестве режиссёра фильмов второго эшелона для студий «Уорнер бразерс» (1933—1935), «Парамаунт» (1935—1940), «Коламбиа» (1941), снова «Уорнер бразерс» (1942—1946) и «Юнайтед артистс» (1948—1950). Необъяснимым образом, хотя фильмы Флори часто выбивались из графика, ему удавалось удерживать их в рамках или даже ниже запланированного бюджета.
Наиболее популярными фильмами Флори середины 1930-х годов стали «Дом на 56-й улице» (1933), «Бывшая возлюбленная» (1933) и «Женщина в красном» (1935). Драма «Дом на 56-й улице» (1933) рассказывала о женщине (Кэй Фрэнсис), выходящей из тюрьмы после необоснованного 20-летнего заключения, чтобы узнать, что её муж умер, а дочь думает, что её мать тоже умерла. Выпущенная до введения норм Производственного кодекса, комедия «Бывшая возлюбленная» (1933) с участием Бетт Дейвис рассказывала о жизни нью-йоркской пары из рекламного бизнеса, ставя такие рискованные для того времени темы, как отсутствие желание у женщины вступать в брак, половая жизнь вне брака и намёки на контрацепцию. В 1935 году вышла мелодрама из жизни нью-йоркского общества «Женщина в красном» с Барбарой Стэнвик в главной роли.
В этот же период Флори поставил несколько фильмов с участием популярного актёра Уоррена Уильяма, среди них драма «Врачебный такт» (1934), комедии «Любительница подразнить» (1935) и «Не ставь на блондинок» (1935), а также драма «Изгой» (1937) о враче, которого преследует его прошлое, когда он был обвинён в убийстве пациента. Флори также снял три комедии с участием комика Гая Кибби — «Пропавшая девушка» (1933), «Не ставь на блондинок» (1935) и «Становясь снобом» (1935).
«Флори достиг пика в период работы на студии „Парамаунт“ в конце 1930-х годов с такими фильмами, как „Голливудский бульвар“ (1936), „Король азартного мира“ (1937) и „Опасно знать“ (1938), их отличает быстрый ход повествования, циничная тональность и мрачная, полу-экспрессионистская операторская работа с замечательным использованием ракурсов и световых эффектов».
Комедия «Голливудский бульвар» (1936) рассказывала о намерении бывшей голливудской кинозвезды написать мемуары для скандального издания и связанными с этим проблемами личного и морального характера. В криминальной драме «Король азартного мира» (1937) роль гангстера исполнил Аким Тамирофф, а певицы ночного клуба, которая мстит за убитую им подругу — Клер Тревор. Криминальная драма «Дочь Шанхая» (1937), рассказывающая о разоблачении контрабандной сети, была знаменательна для своего времени тем, что главные роли в ней исполнили актёры азиатской внешности, среди них Анна Мэй Вонг. Фильм «Опасно знать» (1938) также был сделан в жанре криминальной мелодрамы по роману знаменитого детективного автора Эдгара Уоллеса, помимо Тамироффа в фильме сыграли Анна Мэй Вонг, Ллойд Нолан и Энтони Куинн. На следующий год Тамирофф и Нолан вновь сыграли вместе в авантюрной истории «Великолепная афера» (1939) с подменой убитого президента латиноамериканской страны поразительно похожим на него актёром. В общей сложности Тамирофф снялся в шести фильмах, поставленных Флори. Одной из памятных картин Флори стала также мелодрама времён Первой мировой войны «Гостиница Империал» (1939) с участием Рэя Милланда, действие которой происходит в городке, который переходит из рук австро-венгерской армии к русским.

## Режиссёрская работа: 1940—1950
В 1941 году Флори снял нуаровую мелодраму «Лицо под маской» (1941), герой которой, эмигрант из Венгрии, прибывший в поисках американской мечты (Петер Лорре), сначала вынужден стать на путь преступления, а затем жестоко мстит своим обидчикам, разрушившим его мечту о счастье. В том же году Флори поставил первый звуковой фильм из последующей серии фильмов о благородном грабителе драгоценностей Бостонском Блэки — «Знакомьтесь: Бостонский Блэки», а также поставил шпионский триллер «Они живут опасно» о группе нацистских агентов, которые пытаются похитить в Нью-Йорке британского шпиона. Криминальная драма «Леди-гангстер» (1942) рассказывает о грабительнице банков (Фэй Эмерсон), которая ведёт борьбу за добычу как со своими сообщниками, так и с заключёнными, вместе с которыми оказалась в тюрьме.
В центре внимания фильма нуар «Сигнал об опасности» (1945) находится привлекательный вор и мошенник (Закари Скотт), который решает соблазнить богатую наследницу, однако сталкивается с ревностью влюблённой в него сестры (Фэй Эмерсон). В том же году Флори поставил военный фильм «Бог — мой второй пилот» (1945) и вестерн «Сан-Антонио» (1945).
Одна из самых памятных работ Флори 1940-х годов, фильм ужасов «Зверь с пятью пальцами» (1946) с Петером Лорре в главной роли «стал чем-то вроде культовой классики и выделяется своим умным монтажом и анимационными эффектами, а также мощной зловещей атмосферой. К сожалению, лишённое кульминации пессимистическое окончание, результат вмешательства студии, довольно сильно снизило общее воздействие фильма».
В конце 1940-х годов Флори поставил приключенческий фильм «Тарзан и русалки» (1948), заглавную роль в котором в последний раз в своей карьере сыграл Джонни Вайсмюллер. Приключенческий фильм нуар «Полк негодяев» (1948) с участием Дика Пауэлла и Винсента Прайса рассказывал об американском агенте, внедрённом во французский Иностранный легион с целью выследить нацистского агента. Фильм нуар «Преступный путь» (1949) рассказывал о потерявшем память герое войны (Джон Пейн), который возвращается в родной Лос-Анджелес, где выясняется, что в прошлом он был гангстером, за которым охотится как полиция, так и мафия.
В 1947 году Флори был вторым режиссёром криминальной комедии Чарли Чаплина «Мсье Верду».

## Работа на телевидении: 1951—1966
В 1951 году Флори стал одним из первых режиссёров кино, перешедших на телевидение, проработав там более десятилетия.
За 16 лет работы на телевидении Флори поставил 195 эпизодов различных сериалов, среди них «Письма к Лоретте» (1953-54), «Команда М» (1957), «Караван повозок» (1957), «Техасец» (1958-60), «Сумеречная зона» (1959—1964), «Неприкасаемые» (1960), «Альфред Хичкок представляет» (1961-62) и «За гранью возможного» (1964).

## Литературное творчество
Флори «написал около восьми влиятельных книг по истории кино», среди них «Пола Негри» и «Чарли Чаплин» (обе — 1927), «Голливуд вчера и сегодня» (1948), «Волшебный фонарь» (1966) и «Голливуд в нулевом году» (1972).

## Признание
В 1950 году за свой вклад в кинематограф Флори был удостоен во Франции звания кавалера Ордена Почётного легиона
В 1954—1960 годах Флори четырежды номинировался на премию Гильдии режиссёров Америки за телережиссуру, завоевав премию один раз в 1954 году.

## Личная жизнь и смерть
Роберт Флори с 1939 года до своей смерти был женат на актрисе Вирджинии Дэбни, которая сыграла небольшие роли в 11 фильмах мужа, детей у пары не было.
Роберт Флори умер 16 мая 1979 года в Санта-Монике, Калифорния, США.

## Избранная фильмография

### Художественные фильмы
- 1927 — Один час любви / One Hour of Love
- 1927 — Номинальная стоимость / Face Value
- 1927 — Романтический возраст / The Romantic Age
- 1927 — Йохан, гробовщик / Johann the Coffin Maker (короткометражка)
- 1928 — Жизнь и смерть актёра из массовки под номером 9413 / The Life and Death of 9413, a Hollywood Extra (короткометражка)
- 1928 — Любовь нуля / The Love of Zero (короткометражка)
- 1929 — Симфония небоскрёба / Skyscraper Symphony (короткометражка)
- 1929 — Парижская битва / Battle of Paris
- 1929 — Кокосовые орешки / The Cocoanuts
- 1929 — Дыра в стене / The Hole in the Wall
- 1930 — Любовь поёт / L’amour chante
- 1931 — Белое и чёрное / Le blanc et le noir
- 1932 — 50-50 (короткометражка)
- 1932 — Те, кого мы любим / Those We Love
- 1932 — Человека зовут обратно / The Man Called Back
- 1932 — Убийство на улице Морг / Murders in the Rue Morgue
- 1933 — Дом на 56-й улице / The House on 56th Street
- 1933 — Бывшая возлюбленная / Ex-Lady
- 1933 — Пропавшая девушка / Girl Missing
- 1934 — Я вор / I Am a Thief
- 1934 — Я продам всё / I Sell Anything
- 1934 — Любительница подразнить / Smarty
- 1934 — Врачебный такт / Bedside
- 1935 — Корабельное кафе / Ship Cafe
- 1935 — Расплата / The Payoff
- 1935 — Не ставь на блондинок / Don’t Bet on Blondes
- 1935 — Становясь снобом / Going Highbrow
- 1935 — Пускайся в пляс / Go Into Your Dance
- 1935 — Флорентийский кинжал / The Florentine Dagger
- 1935 — Женщина в красном / The Woman in Red
- 1936 — Голливудский бульвар / Hollywood Boulevard
- 1936 — До новых встреч / Till We Meet Again
- 1936 — Превью детектива с убийством / The Preview Murder Mystery
- 1937 — Дочь Шанхая / Daughter of Shanghai
- 1937 — Сюда, пожалуйста / This Way Please
- 1937 — Горная музыка / Mountain Music
- 1937 — Король азартных игр / King of Gamblers
- 1937 — Изгой / Outcast
- 1938 — Король Алькатраса / King of Alcatraz
- 1938 — Опасно знать / Dangerous to Know
- 1939 — Смерть чемпиона / Death of a Champion
- 1939 — Великолепная афера / The Magnificent Fraud
- 1939 — Гостиница Империал / Hotel Imperial
- 1939 — Лишённый адвокатского звания / Disbarred
- 1940 — Безымянные женщины / Women Without Names
- 1940 — Организатор досрочных освобождений / Parole Fixer
- 1940 — Опасно они живут / Dangerously They Live
- 1941 — Двое в такси / Two in a Taxi
- 1941 — Знакомьтесь: Бостонский Блэки / Meet Boston Blackie
- 1941 — Лицо под маской / The Face Behind the Mask
- 1942 — Леди-гангстер / Lady Gangster
- 1943 — Песня пустыни / The Desert Song
- 1944 — Человек из Фриско / Man from Frisco
- 1944 — Роджер Туи, гангстер / Roger Touhy, Gangster
- 1945 — Сан-Антонио / San Antonio
- 1945 — Сигнал об опасности / Danger Signal
- 1945 — Бог — мой второй пилот / God Is My Co-Pilot
- 1946 — Зверь с пятью пальцами / The Beast with Five Fingers
- 1948 — Полк негодяев / Rogues' Regiment
- 1948 — Тарзан и русалки / Tarzan and the Mermaids
- 1949 — Преступный путь / The Crooked Way
- 1949 — Застава в Марокко / Outpost in Morocco
- 1950 — Одноглазый Джонни / Johnny One-Eye
- 1950 — Порочные годы / The Vicious Years
- 1951 — Капитан Фабиан / Adventures of Captain Fabian